# Anton von Marchtaler

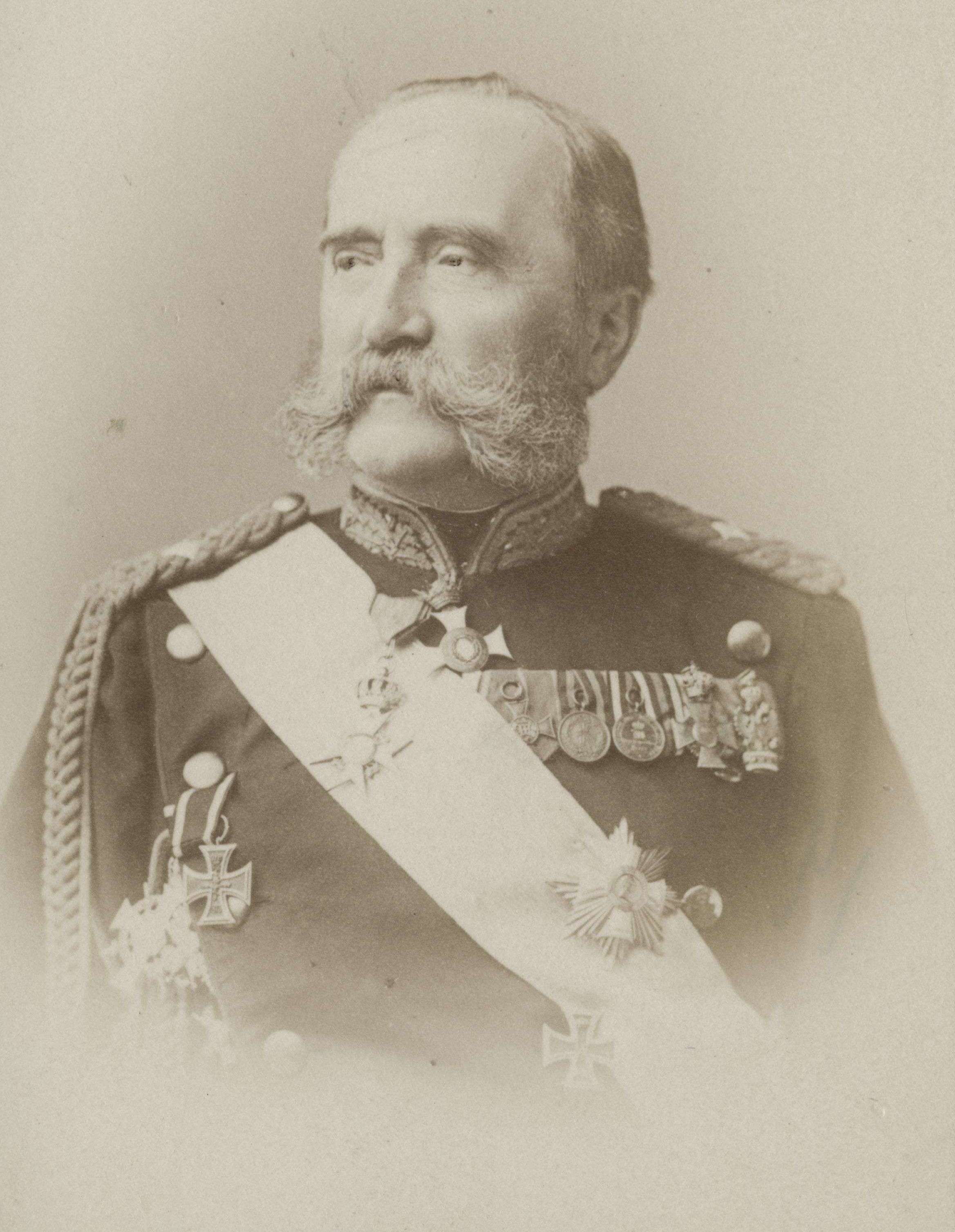
Generalleutnant Anton von Marchtaler (1821–1903)

Anton Friedrich Erhard von Marchtaler (* 21. April 1821 in Ludwigsburg; † 11. Juli 1903 in Stuttgart) war ein württembergischer Generalleutnant und Kommandeur der 13. Feldartillerie-Brigade.

## Leben

### Herkunft
Anton war ein Sohn des württembergischen Majors Hans von Marchtaler (1787–1848) und dessen Ehefrau Franziska, geborene Freiin von Handel (1794–1880). Der spätere württembergische Kriegsminister Otto von Marchtaler (1854–1920) war sein Neffe.

### Militärkarriere
Martchtaler trat in die Reitenden Artillerie der Württembergischen Armee ein und avancierte im Oktober 1839 zum Unterleutnant. Zwischenzeitlich zum Hauptmann aufgestiegen, nahm er als Kommandeur der 1. Batterie 1866 am Krieg gegen Preußen teil und erhielt für sein Wirken im Gefecht bei Tauberbischofsheim die goldene Militärverdienstmedaille.
Nach dem Krieg wurde er 1867 Major und zum Kommandeur der 1. Abteilung des Feldartillerie-Regiments ernannt. Im folgenden Krieg gegen Frankreich nahm Marchtaler an der Besetzung der kleinen Festung Festung Lichtenberg der Belagerung von Paris sowie der Schlacht bei Villiers teil. Im Krieg erwarb er sich beide Klassen des Eisernen Kreuzes.
Nach dem Friedensschluss und der Reorganisation der Armee wurde er 1872 zum Oberst befördert, zum Kommandeur des Feldartillerie-Regiments Nr. 13 ernannt und am 2. Dezember 1872 mit dem Komturkreuz des Militärverdienstordens ausgezeichnet. Mit der Trennung des Regiments und Bildung des Feldartillerie-Regiment Nr. 29 erfolgte am 8. Juli 1872 seine Ernennung zum Kommandeur dieses Verbandes. Im Jahr 1875 wurde er als Brigadekommandeur in den Stab der 2. Feldartillerie-Brigade abkommandiert. Nach seiner Rückkehr kam er 1876 als Generalmajor und Kommandeur in die 13. Feldartillerie-Brigade. Marchtaler avancierte Ende Dezember 1882 zum Generalleutnant und wurde am 8. Oktober 1883 in Genehmigung seines Abschiedsgesuches mit Pension zur Disposition gestellt. Anlässlich seiner Verabschiedung würdigte ihn König Karl mit dem Großkreuz des Friedrichs-Orden.

### Familie
Marchtaler heiratete am 9. November 1852 Josephine Freiin von König (* 1830). Das Paar hatte mehrere Kinder:
- Wilhelm (1856–1939), württembergischer Oberleutnant und Herr auf Hessental ⚭ 1898 Marie Freiin von Normann (* 1863)
- Gabriele (* 1859)